# خطأ التخطيط

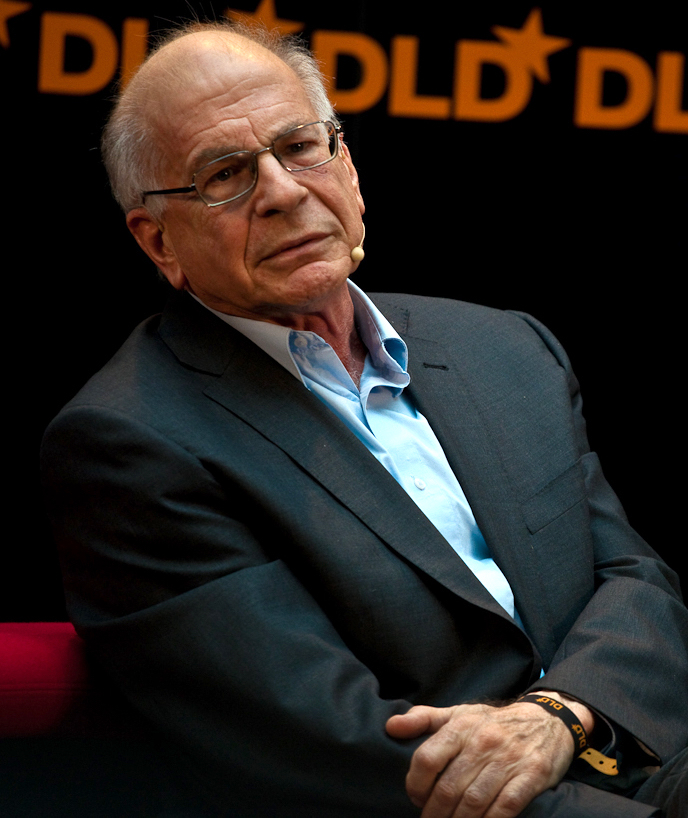
دانيال كانيمان

خطأ التخطيط هو ميل الأفراد والمؤسسات إلى تقدير الوقت اللازم لإتمام مهمة بأقل من الوقت الفعلي المطلوب، حتى إذا كانت لديهم خبرة مع مهام مماثلة تجاوزت المدة المحددة. ظهر هذا المصطلح لأول مرة في بحث أجري عام 1979 على يد دانيال كانيمان وعاموس تفيرسكي. ومنذ ذلك الحين، تم اكتشاف أثر توقعات مجموعة متنوعة من المهام، وتضمنت استكمال نموذج الإقرار الضريبي والواجبات المدرسية وتجميع الأثاث وبرمجة الحاسب والأوريغامي. وفي عام 2003، قدم لوفالو وكانيمان تعريفًا موسعًا؛ حيث أشار إلى أن خطأ التخطيط هو الميل إلى تقدير وقت وتكاليف ومخاطر الأفعال في المستقبل بأقل من مقدارها الحقيقي، وفي نفس الوقت، المبالغة في تقدير منافع الأفعال ذاتها. ووفقًا لهذا التعريف، لا يؤدي خطأ التخطيط إلى تجاوز الوقت المحدد فقط، ولكن أيضًا تجاوز التكلفة ونقص المنفعة. ويؤثر هذا الانحياز على توقعات الفرد بشأن مهامه الخاصة فقط؛ ذلك أنه عندما يتنبأ مراقبون غير مشاركين بالوقت المطلوب لإتمام المهمة، فإنهم يظهرون انحيازًا متشائمًا ويبالغون في تقدير الوقت.

## البرهان
في دراسة أجريت عام 1994، طُلب من 37 طالبًا في علم النفس تقدير المدة اللازمة لإعداد أبحاث التخرج. وكان متوسط المدة المقدرة 33.9 يومًا. وقاموا أيضًا بتقدير المدة اللازمة «إذا سار كل شيء على أفضل ما يرام» (متوسط 27.4 يومًا) و«إذا سار كل شيء على أسوأ ما يمكن» (متوسط 48.6 يومًا). بينما كان متوسط مدة الإنجاز الفعلية 55.5 يومًا، وقد نجح 30% فقط من الطلاب في إعداد بحثهم في الوقت الذي توقعوه.
طلبت دراسة أخرى من الطلاب تقدير المدة اللازمة لهم للانتهاء من إعداد مشروعاتهم الأكاديمية الشخصية. وعلى وجه التحديد، طلب الباحثون من الطلاب تقدير المدد التي سينتهون حينها من إعداد مشروعاتهم الشخصية، والتي قدروها بأنها يحتمل أن تكون 50% و75% و99%.
- 13% من الطلاب أكملوا مشروعاتهم في الوقت الذي حددوه لأنفسهم، مستوى الاحتمالات 50%
- 19% أكملوا في الوقت الذي حددوه لأنفسهم، مستوى الاحتمالات 75%
- 45% أكملوا في الوقت الذي حددوه لأنفسهم، مستوى الاحتمالات 99%

توصل مسح أجري عن دافعي الضرائب الكنديين، نُشِر في عام 1997، إلى أنهم أرسلوا نماذج الإقرار الضريبي الخاصة بهم بعد مرور أسبوع على الوقت الذي توقعوه. وليست لديهم مفاهيم خاطئة عن تاريخهم السابق لإرسال النماذج، ولكنهم توقعوا أن ينتهوا من إرسالها بشكل أسرع المرة المقبلة. وهذا يسلط الضوء على سمة مميزة في خطأ التخطيط؛ حيث يدرك الأفراد أن توقعاتهم السابقة كانت مبالغة في التفاؤل، بينما يصرون على أن توقعاتهم الحالية واقعية.

## التفسيرات
كان التفسير الأصلي لكانيمان وتفيرسكي بشأن هذا الخطأ بأنه يعود لتركيز المخططين على معظم السيناريوهات المتفائلة للمهمة، بدلاً من استخدام كامل خبرتهم في تقدير مقدار الوقت الذي استغرقوه في أداء مهام مماثلة. بينما فسر روجر بوهلر وزملاؤه ذلك على أنه تفكير بالتمني؛ بعبارة أخرى، يعتقد الأفراد أن المهام ستنتهي بسرعة وسهولة لأن هذا هو ما يتمنونه. وفي بحث آخر، اقترح بوهلر وزملاؤه تفسيرًا يتعلق بالانحياز للذات والمرتبط بكيفية تعليل الأفراد لأدائهم في السابق. ومن خلال نسب الفضل في المهام التي سارت على ما يرام للذات، وإلقاء لوم التأخيرات على مؤثرات خارجية، يستطيع الأفراد التغاضي عن الدليل السابق على الوقت الذي ينبغي أن تستغرقه المهمة. وتوصلت إحدى التجارب إلى أنه عندما يقدم الأفراد توقعاتهم بدون اسم، فإنهم لا يمارسون الانحياز التفاؤلي. وهذا يشير إلى أن السبب في تقديم الأفراد لتقديرات تفاؤلية هو رغبتهم في ترك انطباع جيد لدى الآخرين.

## كتابات أخرى
- If you don't want to be late, enumerate: Unpacking reduces the planning fallacy by Justin Kruger and Matt Evans